# Tayacaja (província)
Tayacaja é uma província do Peru localizada na região de Huancavelica. Sua capital é a cidade de Pampas.

## Distritos da província
- Acostambo
- Acraquía
- Ahuaycha
- Colcabamba
- Daniel Hernández
- Huachocolpa
- Huaribamba
- Pampas
- Pazos
- Quishuar
- Salcabamba
- Salcahuasi
- San Marcos de Rocchac
- Surcubamba
- Tintay Puncu
- Ñahuimpuquio